# Fissidens nobilis
Fissidens nobilis là một loài Rêu trong họ Fissidentaceae. Loài này được Griff. mô tả khoa học đầu tiên năm 1842.